# Crenichthys baileyi baileyi
Crenichthys baileyi baileyi is een ondersoort van de straalvinnige vissen uit de familie van de levendbarende tandkarpers (Goodeidae). De wetenschappelijke naam van de soort is voor het eerst geldig gepubliceerd in 1893 door Gilbert.